# Vy-lès-Lure
Vy-lès-Lure is een gemeente in het Franse departement Haute-Saône (regio Bourgogne-Franche-Comté) en telt 681 inwoners (2011). De plaats maakt deel uit van het arrondissement Lure.

## Geografie
De oppervlakte van Vy-lès-Lure bedraagt 16,0 km², de bevolkingsdichtheid is 42,1 inwoners per km².
De onderstaande kaart toont de ligging van Vy-lès-Lure met de belangrijkste infrastructuur en aangrenzende gemeenten.

## Demografie
Onderstaande figuur toont het verloop van het inwonertal (bron: INSEE-tellingen).